# Alois Kofler (Politiker)
Alois Kofler (* 23. September 1950 in Bozen) ist ein italienischer Politiker aus Südtirol.

## Biographie
Kofler wuchs auf einem Bergbauernhof im Sarntal auf. Nach der Matura am Vinzentinum studierte er an den Universitäten Wien und Padua Rechtswissenschaften und arbeitete anschließend als freiberuflicher Jurist und Friedensrichter. Kofler war von 1985 bis 1988 Bürgermeister der Gemeinde Sarntal, von 1983 bis 1998 Vize-Präsident der Bezirksgemeinschaft Salten-Schlern.
1988 wurde Kofler in den Südtiroler Landtag und damit gleichzeitig den Regionalrat Trentino-Südtirol gewählt, in denen er bis 2001 ein Mandat innehatte. Gleich in seiner ersten Legislaturperiode wurde er in die Landesregierung gewählt, wo er im Kabinett Durnwalder I als Landesrat für Raumordnung, Energie und Wasserwirtschaft tätig war. Von 1994 bis 1999 kümmerte er sich im Kabinett Durnwalder II um die Ressorts Bauten, Vermögen und Raumordnung, ab 1999 im Kabinett Durnwalder III um Bauten und Informatik.
2001 kandidierte Kofler erfolgreich im Einerwahlkreis Meran für den italienischen Senat und trat in der Folge als Landesrat und Landtagsabgeordneter zurück. Vor den Parlamentswahlen 2006 verlor er die parteiinternen Vorwahlen gegen Manfred Pinzger und schied anschließend aus der Politik aus.